# الاتحاد السوداني للهوكي
الاتحاد السوداني للهوكي وكانت البداية في العام 1962 و هو الهيئة الحاكمة للهوكي الميداني في السودان. وهي تابعة لاتحاد الهوكي الدولي واتحاد الهوكي الأفريقي.
بدأت لعبة الهوكي في السودان كلعبة شعبية، حيث درج نادي الزومة في الستينات إقامة مهرجان الألعاب البيئية والشعبية ومن بينها لعبة كورة العصا (الهوكي).